# Lulecznica
Lulecznica (Scopolia Jacq.) – rodzaj roślin należących do rodziny psiankowatych. Należą do niego trzy gatunki. Dwa występują w Europie Środkowej i Południowo-Wschodniej oraz na Kaukazie, jeden w Japonii i na Półwyspie Koreańskim. W Polsce rośnie jeden gatunek – lulecznica kraińska Scopolia carniolica. Rośliny te zawierają alkaloidy, m.in. są wykorzystywane jako źródło atropiny.

## Morfologia
PokrójByliny o poziomo rosnących, mięsistych kłączach i wzniesionych, rozgałęzionych łodygach.
LiścieSkrętoległe i ogonkowe, niepodzielone, całobrzegie. Korona jest dłuższa od kielicha, zielona lub fioletowo nabiegła, rurkowato dzwonkowata, z krótkimi, bardzo niepozornymi 5 łatkami. Pręcików jest 5, równej długości, o nitkach przyrośniętych do nasady korony, z pylnikami otwierającymi się podłużnymi pęknięciami. Szyjka słupka zakończona jest maczugowatym znamieniem.
KwiatyWyrastają pojedynczo z węzłów liści i rozgałęzień łodygi. Zwisają na szypułkach. Kielich ma kształt dzwonkowaty, zakończony jest 5 prostymi, krótkimi ząbkami.
OwoceKulista torebka otwierająca się wieczkiem. W czasie owocowania kielich powiększa się i zamyka owoc.

## Systematyka
Pozycja systematyczna
Rodzaj z plemienia Hyoscyameae z podrodziny Solanoideae z rodziny psiankowatych Solanaceae.
Wykaz gatunków
- Scopolia carniolica Jacq. – lulecznica kraińska
- Scopolia caucasica Kolesn. ex Kreyer
- Scopolia japonica Maxim. – lulecznica japońska

UwagiInne dawniej zaliczane do rodzaju Scopolia gatunki zostały później włączone do innych rodzajów: Scopolia sinensis Hemsl. = Atropanthe sinensis (Hemsl.) Pascher, Scopolia tangutica Maxim. = Anisodus tanguticus (Maxim.) Pascher.